# آندره ژیروکس (نقاش)
آندره ژیروکس (انگلیسی: André Giroux; ۳۰ آوریل ۱۸۰۱ – ۱۸ نوامبر ۱۸۷۹) نقاش، و عکاس اهل فرانسه بود.

## افتخارات
وی همچنین برندهٔ جوایزی همچون جایزه بزرگ رم شده‌است.